# Chiesa di San Giovanni Battista (Conca dei Marini)
La chiesa di San Giovanni Battista è una chiesa ubicata a Conca dei Marini.

## Storia
Si tratta di un edificio religioso di remota fondazione, di cui si ignorano completamente le origini. Secondo un documento del 1673 del parroco Don Nicola Rispolo, attorno alla chiesa c'erano vecchie strutture diroccate a causa della peste, che quando vennero rase al suolo portarono alla scoperta di due urne cinerarie di epoca romana. Tra i documenti ufficiali riguardanti la chiesa, si attesta che nel 1416 un signore locale, Giacomo Sarcaya, aveva il diritto di nominare il rettore della parrocchia di San Giovanni. Tale pratica restò in mano alla famiglia Sarcaya per molto tempo, finché non lo passò alla famiglia Paolillo, che era imparentata strettamente con essa. Inoltre in un documento notarile datato al 1693 si afferma alla presenza di tutti capostipiti delle varie famiglie nobili del luogo, alcuni dei quali filiani delle altre parrocchie della terra di Conca dei Marini, dei Parroci della terra e del funzionario reale guardiano della torre costruita per la difesa del paese che la chiesa di San Giovanni Battista è stata sempre considerata la più antica e che è stata fondata prima di tutte le altre e che per lungo periodo solo essa serviva gli abitanti del luogo.
La chiesa si erge su un'alta rupe e domina l'intero specchio d'acqua della conca e serve i fedeli del rione di Penne. Grazie a questa posizione è stata protetta dalle invasioni saracene che invece hanno colpito duramente quella di San Pancrazio martire. In base ai ritrovamenti delle urne cinerarie si è ipotizzato che la chiesa sorgesse al posto di un antico edificio di culto pagano adibito a luogo di culto cristiano nel Medioevo. Tutto ciò viene dimostrato dalla presenza nelle strutture di archi ogivali e, come attesta il Rispolo, di decorazioni con il giglio angioino, già presente nello stemma comunale, in vari punti dell'edificio. Si attesta in tempi antichissimi la presenza di un ospedale le cui strutture erano fatiscenti all'epoca della reggenza del parroco don Nicola Rispolo. Nel XVI secolo la chiesa versava in pessime condizioni che si aggravarono, nel corso del Seicento, con l'incuria a causa dalla peste che decimò la popolazione conchese.
Molti furti negli anni settanta e ottanta hanno depredato la chiesa di arredi sacri.
L'edificio è stato restaurato nel 1909 e per la seconda volta nel 1990, a causa del terremoto dell'Irpinia del novembre 1980.

## Architettura

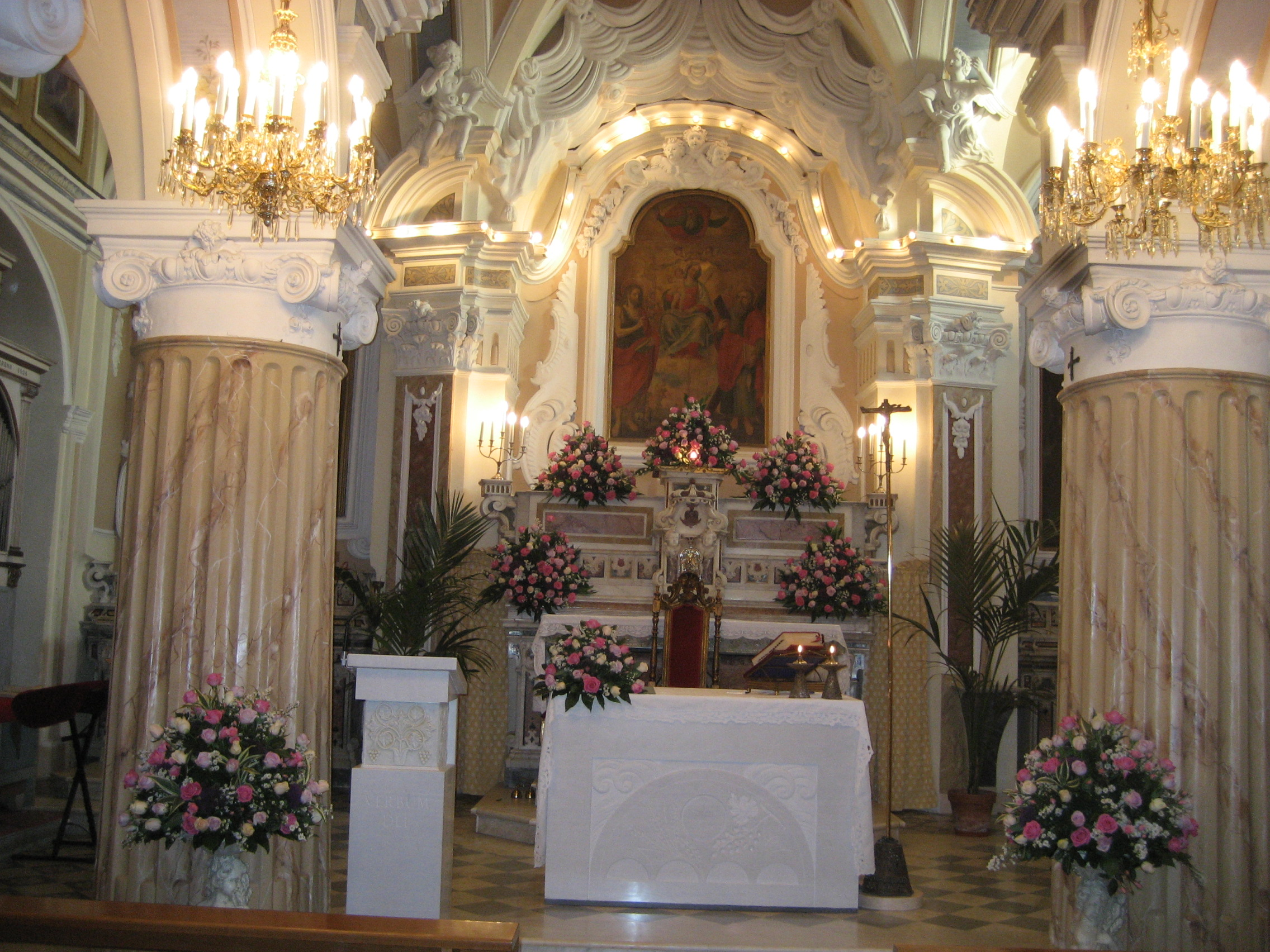
Interno

L'accesso avviene attraverso un grande cancello di ferro battuto che reca in un cerchio, nella parte superiore, le lettere S.A. (Sant'Antonio) sito in via Pali, che introduce in un panoramico piazzale.
La chiesa è composta da tre navate divise da due file di grosse colonne, sulle quali insistono archi a tutto sesto decorati con pregiatissimi stucchi, e che terminano in absidi che sembrano piatte poiché sia esternamente sia internamente sono coperte. Naturalmente la struttura attuale è il frutto di un rifacimento del XIII secolo. Malgrado la ricca decorazione barocca, è possibile riscontrare lo stile medievale nello slancio della crociera che copre il presbiterio e di quelle che coprono la navata principale.
La navata laterale sulla sinistra per chi entra è meno larga data la presenza del banco roccioso. Su questo lato è presente il fonte battesimale, il crocifisso, l'altare dedicato alla Madonna di Montevergine e quello dedicato alla Madonna del Carmine, al beato Bonaventura da Potenza e a Sant'Antonio di Padova. Queste due cappelle sono meno profonde rispetto a quelle del lato destro, sempre a causa della parete rocciosa, che sono intercomunicanti attraverso un piccolo varco e dedicate a San Francesco d'Assisi e a San Giuseppe. Queste due cappelle sono precedute dalla grande nicchia dove è esposto il santo protettore. Il pavimento dell'edificio è stato sostituito nel restauro effettuato dal sacerdote Giovanni Acampora nel 1909, ed ormai quello originale si può osservarlo solo nella sacrestia e nelle cappelle laterali della navata destra, il quale fu messo in sito intorno al 1820. L'area presbiterale è leggermente rialzata e dopo il restauro di consolidamento del pavimento dell'aria del transetto, avvenuto nel 1999, che ha portato alla scoperta di un'antica area cimiteriale, è stato posto un altare di marmo e un ambone sempre di marmo nel quale è stata inserita un'urna cineraria di epoca romana. Il quadro dell'altare principale, raffigurante la Madonna tra San Giovanni Battista e Sant'Andrea apostolo, è racchiuso in un bellissimo gioco di stucchi sormontato da un velo, che prima del restauro era azzurro, che parte da una corona in muratura. Ciò vuole alludere all'incoronazione della Madonna. Tale opera è l'unica testimonianza angioina, dimostrata dal giglio che la Madonna tiene in mano. Nella parte laterale sinistra l'altare terminale della navata è dedicato all'Addolorata (il quadro originale è stato rubato, al suo posto vi è una copia) ed è presente l'organo donato dai devoti nel 1926, mentre nella parte opposta l'altare è dedicato a Sant'Antonio di Padova e al di sopra vi è posto un bellissimo quadro raffigurante Santa Maria di Grado antica compratrona del paese con Sant'Antonio tra San Gaetano e Sant'Antonio di Padova e sullo sfondo la terra di Conca. Questo altare era di patronato della famiglia Pandolfi e fu proprio questa famiglia a incrementare il culto facendosi promotrice per la realizzazione della statua del Patrono, donando il quadro in sostituzione a quello precedente ormai inadeguato per la vetustità degli anni. L'opera è datata alla fine del 500 e in una visita del Vescovo della diocesi fu apprezzato per la "fina pittura". Accanto a questo altare ce n'è un altro, l'unico superstite di quelli in muratura, che accoglie la nicchia dove è custodita la preziosa statua della Madonna Addolorata che viene portata in processione il Venerdì Santo. Sulla navata a settentrione si trova l'oratorio della Madonna Addolorata e di San Filippo Neri che il Rispolo fondò nel 1682.
La sacrestia, alla quale si accede attraverso una grande porta che si trova sul lato destro appena si entra, consta di una grande aula quadrata coperta da una volta a calotta al cui centro è affrescato un'apertura circolare verso un cielo azzurro, al cui centro c'è la colomba dello Spirito Santo, delimitata da una balaustra.
La chiesa è caratterizzata da un campanile con la volta a cuspide ricoperta da piastrelle in maiolica e da una facciata barocca, che presenta un'immagine di Sant'Antonio accompagnata dalla frase latina PROTEGAM CIVITATEM ISTAM ("Proteggerò questa città") aggiunti nel restauro del 1909.